# 1986年體育
1986年重要國際體育賽事包括：
- 第十三屆世界盃足球賽；5月31日至6月29日於墨西哥舉行

## 大事記

### 4月至6月
- 6月29日——阿根廷以三比二擊敗西德第二次奪得世界盃足球賽冠軍。

### 10月至12月
- 11月22日——麥克·泰森成為世界最年輕的重量級拳擊王。